# Caloptilia flava
Caloptilia flava là một loài bướm đêm thuộc họ Gracillariidae. Nó được tìm thấy ở miền nam Nga và Rhodes.
Ấu trùng ăn Glycyrrhiza echinata. Chúng ăn lá nơi chúng làm tổ.